# Engayrac
Engayrac est une commune du Sud-Ouest de la France, située dans le département de Lot-et-Garonne (région Nouvelle-Aquitaine).

## Géographie

### Localisation
Commune située dans le Pays de Serres. C'est une commune limitrophe avec le département de Tarn-et-Garonne.

### Communes limitrophes
Les communes limitrophes sont Bourg-de-Visa, Beauville, Dondas et Saint-Maurin.
|        | Beauville    |                                 |
| Dondas | Engayrac     | Bourg-de-Visa (Tarn-et-Garonne) |
|        | Saint-Maurin |                                 |

### Hydrographie
L'Escornebœuf et le Ruisseau de Gandaille passent sur la commune.

### Climat
Pour des articles plus généraux, voir Climat de la Nouvelle-Aquitaine et Climat de Lot-et-Garonne.
Historiquement, la commune est exposée à un climat océanique aquitain.  
En 2020, Météo-France publie une typologie des climats de la France métropolitaine dans laquelle la commune est exposée à un climat océanique altéré et est dans la région climatique Aquitaine, Gascogne, caractérisée par une pluviométrie abondante au printemps, modérée en automne, un faible ensoleillement au printemps, un été chaud (19,5 °C), des vents faibles, des brouillards fréquents en automne et en hiver et des orages fréquents en été (15 à 20 jours).
Pour la période 1971-2000, la température annuelle moyenne est de 13,1 °C, avec une amplitude thermique annuelle de 15 °C. Le cumul annuel moyen de précipitations est de 805 mm, avec 11 jours de précipitations en janvier et 6,5 jours en juillet. Pour la période 1991-2020, la température moyenne annuelle observée sur la station météorologique la plus proche, située sur la commune de Laroque-Timbaut à 10 km à vol d'oiseau, est de 14,0 °C et le cumul annuel moyen de précipitations est de 821,7 mm,. Pour l'avenir, les paramètres climatiques de la commune estimés pour 2050 selon différents scénarios d’émission de gaz à effet de serre sont consultables sur un site dédié publié par Météo-France en novembre 2022.

## Urbanisme

### Typologie
Au 1er janvier 2024, Engayrac est catégorisée commune rurale à habitat très dispersé, selon la nouvelle grille communale de densité à sept niveaux définie par l'Insee en 2022.
Elle est située hors unité urbaine et hors attraction des villes,.

### Occupation des sols

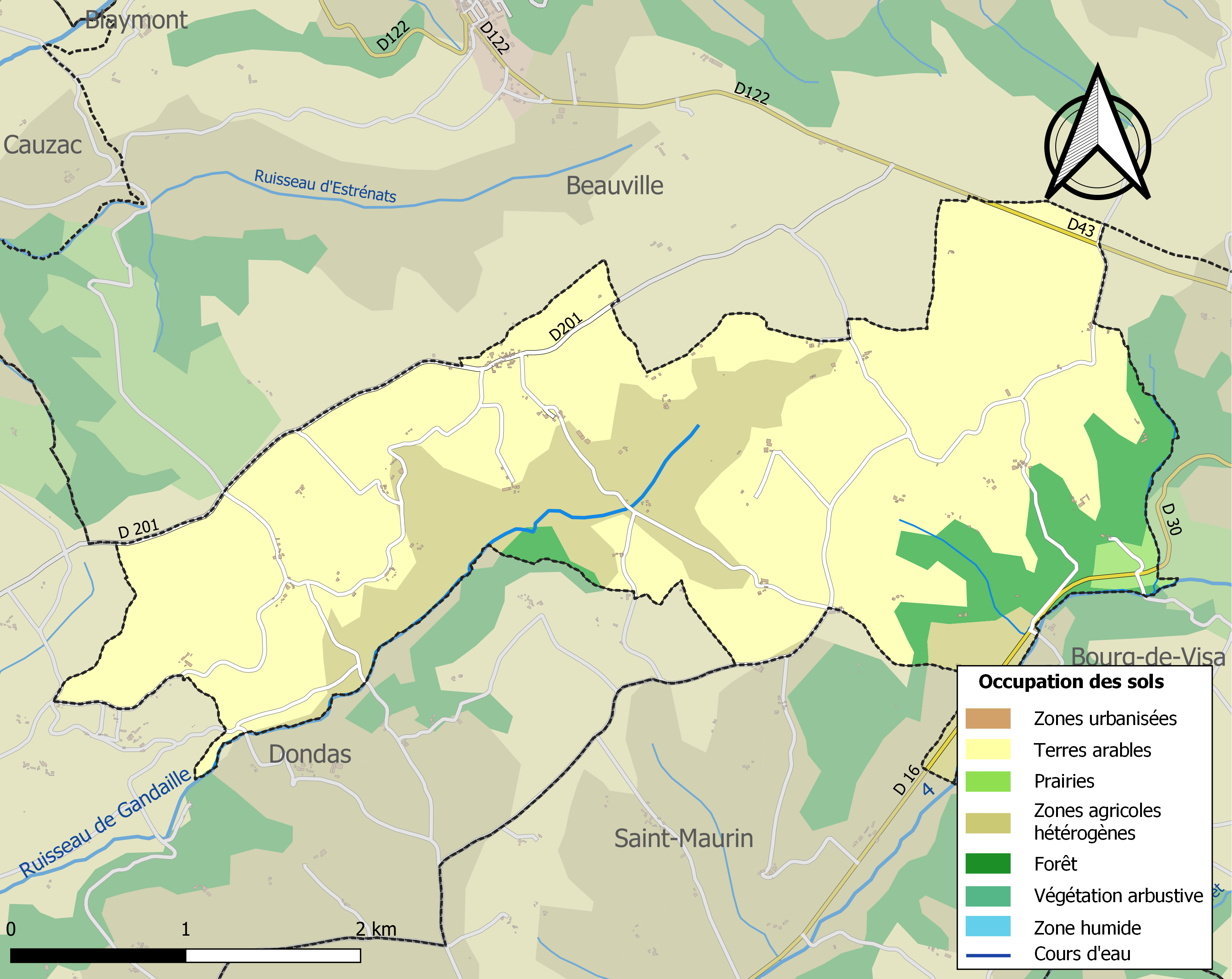
Carte des infrastructures et de l'occupation des sols de la commune en 2018 (CLC).

L'occupation des sols de la commune, telle qu'elle ressort de la base de données européenne d’occupation biophysique des sols Corine Land Cover (CLC), est marquée par l'importance des territoires agricoles (91,1 % en 2018), une proportion identique à celle de 1990 (91,1 %). La répartition détaillée en 2018 est la suivante : 
terres arables (69,9 %), zones agricoles hétérogènes (20,1 %), forêts (8,9 %), prairies (1 %). L'évolution de l’occupation des sols de la commune et de ses infrastructures peut être observée sur les différentes représentations cartographiques du territoire : la carte de Cassini (XVIIIe siècle), la carte d'état-major (1820-1866) et les cartes ou photos aériennes de l'IGN pour la période actuelle (1950 à aujourd'hui).

### Risques majeurs
Le territoire de la commune d'Engayrac est vulnérable à différents aléas naturels : météorologiques (tempête, orage, neige, grand froid, canicule ou sécheresse), inondations, mouvements de terrains et séisme (sismicité très faible). Il est également exposé à un risque technologique, le risque nucléaire. Un site publié par le BRGM permet d'évaluer simplement et rapidement les risques d'un bien localisé soit par son adresse soit par le numéro de sa parcelle.

#### Risques naturels
Certaines parties du territoire communal sont susceptibles d’être affectées par le risque d’inondation par une crue à  débordement lent de cours d'eau, notamment l'Escornebœuf et le Ruisseau de Gandaille. La commune a été reconnue en état de catastrophe naturelle au titre des dommages causés par les inondations et coulées de boue survenues en 1982, 1992, 1993, 1999, 2003, 2007, 2008, 2009 et 2021,.
Les mouvements de terrains susceptibles de se produire sur la commune sont des glissements de terrain et des tassements différentiels.

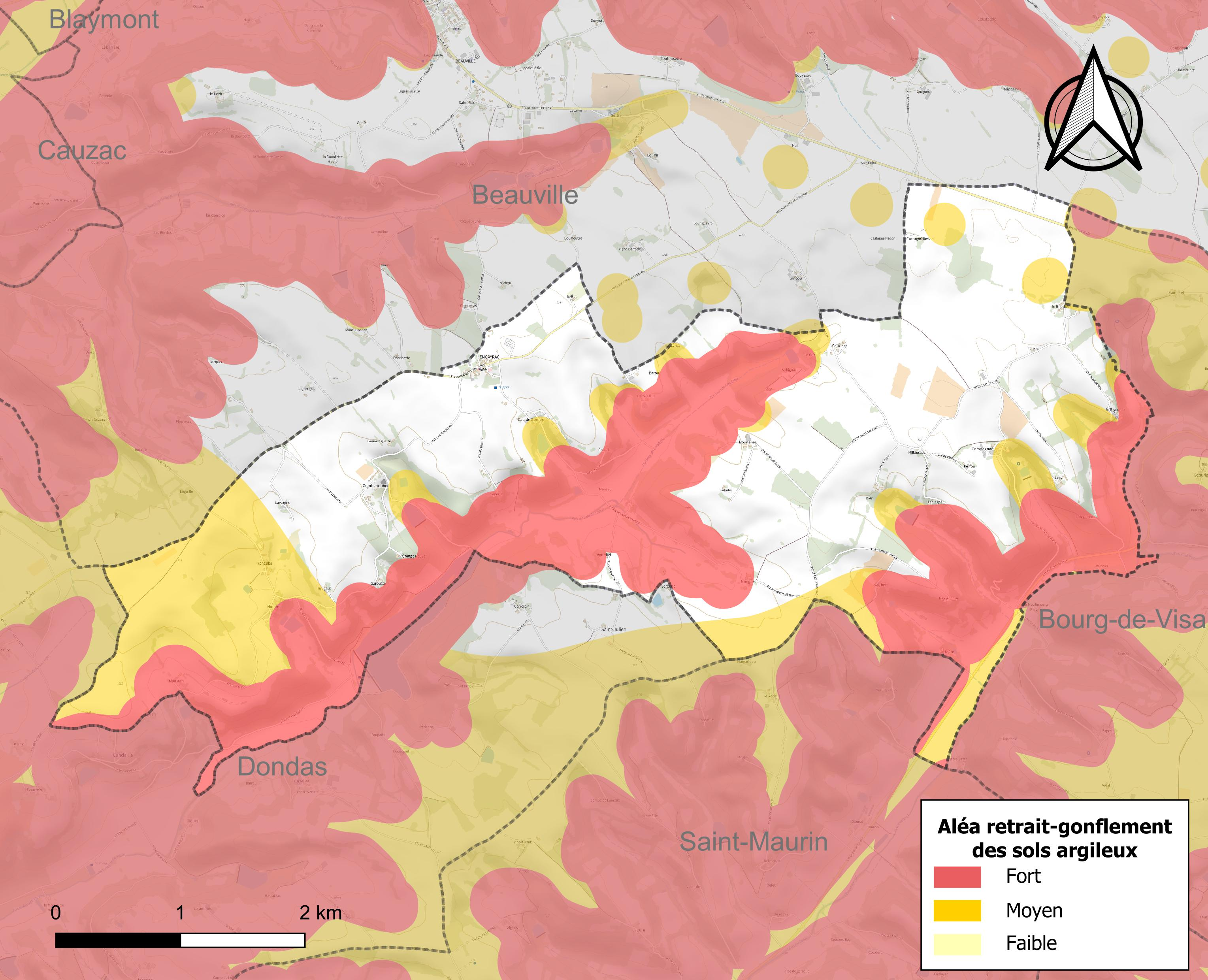
Carte des zones d'aléa retrait-gonflement des sols argileux d'Engayrac.

Le retrait-gonflement des sols argileux est susceptible d'engendrer des dommages importants aux bâtiments en cas d’alternance de périodes de sécheresse et de pluie. 51,7 % de la superficie communale est en aléa moyen ou fort (91,8 % au niveau départemental et 48,5 % au niveau national). Depuis le 1er octobre 2020, en application de la loi ELAN, différentes contraintes s'imposent aux vendeurs, maîtres d'ouvrages ou constructeurs de biens situés dans une zone classée en aléa moyen ou fort,.
Concernant les mouvements de terrains, la commune a été reconnue en état de catastrophe naturelle au titre des dommages causés par la sécheresse en 2009 et par des mouvements de terrain en 1999.

#### Risque technologique
La commune étant située dans le périmètre du plan particulier d'intervention (PPI) de 20 km autour de la centrale nucléaire de Golfech, elle est exposée au risque nucléaire. En cas d'accident nucléaire, une alerte est donnée par différents médias (sirène, sms, radio, véhicules). Dès l'alerte, les personnes habitant dans le périmètre de 2 km se mettent à l'abri. Les personnes habitant dans le périmètre de 20 km peuvent être amenées, sur ordre du préfet, à évacuer et ingérer des comprimés d’iode stable,,.

## Toponymie
La commune s'est d'abord appelée Combebonnet (ou Combebonet) avant de prendre en 1868 le nom d'Engayrac.

## Histoire
Avant la Révolution, un pèlerinage avait lieu le 7 septembre, en l'honneur de Saint Cloud, qui avait la réputation de guérir les abcès et diverses maladies. Des parents consacraient alors à Saint Cloud leurs enfants, pour bénéficier de la protection du saint.

## Politique et administration
| Période                                  | Période   | Identité            | Étiquette | Qualité |
| ---------------------------------------- | --------- | ------------------- | --------- | --- |
| mars 1971                                | juin 1995 | Pierre Gorju        |           | |
| juin 1995                                | En cours  | Marie-France Salles | LREM      | Maître de conférences Conseillère générale du canton de Beauville (2004-2015) puis conseillère départementale du Canton du Pays de Serres depuis 2015 |
| Les données manquantes sont à compléter. |           |                     |           | |

## Démographie
| 1793 | 1800 | 1806 | 1821 | 1831 | 1836 | 1841 | 1846 | 1851 |
| ---- | ---- | ---- | ---- | ---- | ---- | ---- | ---- | ---- |
| 832  | 376  | 378  | 418  | 431  | 575  | 603  | 601  | 521  |

| 1856 | 1861 | 1866 | 1872 | 1876 | 1881 | 1886 | 1891 | 1896 |
| ---- | ---- | ---- | ---- | ---- | ---- | ---- | ---- | ---- |
| 472  | 462  | 431  | 426  | 396  | 370  | 354  | 336  | 322  |

| 1901 | 1906 | 1911 | 1921 | 1926 | 1931 | 1936 | 1946 | 1954 |
| ---- | ---- | ---- | ---- | ---- | ---- | ---- | ---- | ---- |
| 310  | 298  | 279  | 240  | 216  | 241  | 218  | 243  | 239  |

| 1962 | 1968 | 1975 | 1982 | 1990 | 1999 | 2005 | 2006 | 2010 |
| ---- | ---- | ---- | ---- | ---- | ---- | ---- | ---- | ---- |
| 196  | 171  | 165  | 171  | 163  | 158  | 152  | 150  | 144  |

| 2015 | 2020 | 2022 | - | - | - | - | - | - |
| ---- | ---- | ---- | - | - | - | - | - | - |
| 163  | 160  | 159  | - | - | - | - | - | - |

## Lieux et monuments
- Château de Combebonnet[27], du XIIIe au XVIIe siècle, avec chapelle des XVe et XVIe siècles.
- Église Saint-Pierre-aux-Liens, du XIIe siècle, romane : chœur voûté en coupole sur pendentifs ; abside couverte en pierre imbriquée ; chapiteaux historiés. Le Chœur et l'abside ont été classé au titre des monuments historique en 1920[28].
- Campagnac, moulin à vent et chapelle du XIIe siècle.

## Personnalités liées à la commune
- Lieu de naissance du peintre Antoine Calbet (1860-1942), auteur notamment du plafond du théâtre Ducourneau d'Agen, illustrateur de livres et réputé pour ses représentations féminines sensuelles.